# IC 40
IC 40 ist eine linsenförmige Galaxie vom Hubble-Typ S0(r)a? im Sternbild Walfisch südlich der Ekliptik. Sie ist schätzungsweise 246 Millionen Lichtjahre von der Milchstraße entfernt und hat einen Durchmesser von etwa 70.000 Lj.

Im selben Himmelsareal befinden sich u. a. die Galaxien NGC 182, NGC 198, NGC 200, NGC 208.
Das Objekt wurde am 8. Januar 1894 vom französischen Astronomen Stéphane Javelle entdeckt.